# Championnat de France de football américain 2005
Navigation
Saison 2004 Saison 2006
La saison 2005 du casque de diamant est la 24e saison du championnat de France de football américain. Elle voit le sacre des Flash de La Courneuve.

## Classement général
| Qualifié en play-offs |

| Relégué en casque d'or |

| Groupe Sud            |      |      |      |     |          |            |
| Club                  | Vic. | Nuls | Déf. | Pts | Pts pour | Pts contre |
| Flash de La Courneuve | 10   | 0    | 0    | 30  | 372      | 156        |
| Argonautes d'Aix      | 5    | 0    | 5    | 20  | 302      | 194        |
| Panthers de Thonon    | 3    | 0    | 7    | 16  | 166      | 222        |
| Cougars de Saint-Ouen | 2    | 0    | 8    | 14  | 90       | 311        |

| Groupe Nord         |      |      |      |     |          |            |
| Club                | Vic. | Nuls | Déf. | Pts | Pts pour | Pts contre |
| Spartiates d'Amiens | 9    | 0    | 1    | 28  | 333      | 114        |
| Templiers 78        | 7    | 0    | 3    | 24  | 208      | 178        |
| Molosses d'Asnières | 4    | 0    | 6    | 18  | 182      | 253        |
| Corsaires d'Évry    | 0    | 0    | 10   | 10  | 64       | 289        |

## Play-offs

### Demi-finale
- Flash de La Courneuve 34-0 Templiers 78
- Spartiates d'Amiens 16-6 Argonautes d'Aix-en-Provence

### Finale
- 18 juin 2005 : Flash de La Courneuve 33-27 Spartiates d'Amiens, au Stade Marville de La Courneuve devant plus de 4000 spectateurs